# 文泰钟
文泰钟（羅馬化：Moon Tae-jong，1975年11月1日—）生于韩国漢城（今首爾），美籍、韩籍韩国职业篮球运动员，身高2米，司职小前锋，他拥有一半韩国血统，母亲为韩国人，父亲为非洲裔美国人。

## 大学生涯
1994-98年，大学期间的文泰钟在里士满大学篮球队参加NCAA比赛，1996-97赛季与1997-98赛季皆为球队的首发球员，1997-98赛季的NCAA联赛中得到了场均19.1分、5.9个篮板和2.5次助攻的不错成绩。1998年，文泰钟参加了美国老牌业余篮球锦标赛，NBA三大训练营之一的普兹茅斯邀请赛（Portsmouth Invitational Tournament）。

## 职业生涯

### 法国联赛崭露头角
1998年，步入职业篮坛的文泰钟在尝试进入NBA联赛未果的情况下选择了赴欧洲打球，1998-99赛季效力于法国斯特拉斯堡IG队，在法国篮球职业联赛的首个赛季就夺得了的联赛MVP称号。1999-2000赛季前，他曾参加了克里夫兰骑士队的夏季联赛，可是未被看重。1999年10月文钟泰加盟了以色列的里雄莱锡安马卡比队，但由于球队的财政问题，他在两周后离开，并于同年12月加盟了另一家法国联赛球队绍莱俱乐部（Cholet Basket）。

### 回到美国
2000-01赛季，他回到美国，参加了密尔瓦基公鹿队的夏季联赛，随后加盟了美国CBA联赛球队康乃狄克自豪队（Connecticut Pride）。一个赛季后，文泰钟又重返欧洲.2001和2002年夏季，文泰钟还参加了美国NBA夏季联赛（2001年代表紐約尼克和2002年代表菲尼克斯太阳）但都未能留队，此后一直转战于欧洲各国联赛之间。

### 辗转欧洲各国联赛
从2001-2010年的十年间转战了以色列、意大利、俄罗斯、土耳其、西班牙、希腊、塞尔维亚等七个国家的篮球联赛。2006年，文泰钟夺得了欧洲篮球挑战杯三分球大赛的冠军并参加了该年度欧洲挑战杯的全明星赛。2007-08赛季和2008-09赛季，文泰钟效力雅典马罗西时期荣获了希腊A1联赛最佳前锋和联赛第一阵容小前锋。

### 归化韩国
2010-2011赛季，文泰钟登陆韩国KBL联赛，效力于仁川东土大象队，场均得到17.4分、5.1个篮板和3.2次助攻入选了最佳阵容。在2011年琼斯杯比赛中，文泰钟帮助韩国队打进决赛，最终惜败于西亚劲旅伊朗队。在同年9月进行的2011年亚洲篮球锦标赛中，文泰钟帮助韩国队重返四强，半决赛中败给了「亚洲霸主」中国队。

## 家庭
文泰钟有一位比他小两岁的弟弟文泰杨（Moon Tae-young）也是职业篮球运动员，同样已被韩国归化，文泰杨在2009赛季加盟了韩国联赛的昌原LG猎隼队（LG sakers）。文泰钟能说简单的韩语，但是大部分时间用英语交流。

## 职业联赛
- 斯特拉斯堡IG队 (1998–99)
- 绍莱俱乐部 (1999–00)
- 康乃狄克自豪队 (2000–01)
- 荷兹利亚比内 (2001)
- 阿维利诺 (2001-02)
- 哈萨隆比内 (2002–04)
- 罗斯托夫火车头 (2004–05)
- 费内巴赫优客 (2005–06)
- 喀山尤尼克斯 (2006–07)
- 赫罗纳阿卡斯瓦毓 (2007–08)
- 雅典马罗西 (2008–09)
- 弗尔沙茨赫莫法姆 (2009–10)
- 仁川东土大象队 (2010–至今)